# Майкл Скотт Кіммел
Майкл Скотт Кіммел (англ. Michael Scott Kimmel; нар. 26 лютого 1951, Бруклін) — американський соціолог, який спеціалізується на гендерних дослідженнях, профемініст. Кіммел займає посаду професора соціології в університеті Стоні Брук (SBU) у Нью-Йорку, на базі якого у 2013 році заснував Центр Дослідження Чоловіків та Маскулінності. Співзасновник організації Чоловіків Проти Сексизму (NOMAS), засновник і редактор академічного журналу «Чоловіки та маскулінність» (Men and Masculinities).

## Походження та освіта
Народився у світській єврейській родині. У 1972 році здобув ступінь бакалавра з гуманітарних наук у коледжі Вассара (Vassar College), а у 1974 році ступінь магістра в Браунському університеті. Кіммел також здобув Ph. D. у Каліфорнійському університеті (Берклі) в 1981 році з дисертацією на тему «Абсолютизм та його невдоволення: фіскальна криза й політична опозиція у Франції та Англії» (Absolutism and its Discontents: Fiscal Crisis and Political Opposition in Seventeenth Century France and England).

## Академічна діяльність
Протягом 1982—1986 років Кіммел працював доцентом кафедри соціології в Ратґерському університеті й водночас гостьовим доцентом в Нью-Йоркському університеті. Пізніше, з 1992 по 1994 рік був гостьовим професором у своїй альма-матер, Каліфорнійському університеті (Берклі), де за 1992/1993 академічний рік був названий «Найкращим професором» за версією студентської газети «Щоденний каліфорнійський» (The Daily Californian).

## Доробки
Кіммел вважається провідною фігурою в досліджені чоловічих студій. Він написав низку книжок на теми гендеру та маскулінності, зокрема:
- «Гендероване Суспільство [Архівовано 17 травня 2018 у Wayback Machine.]» (The Gendered Society, 2000).
- «Життя чоловіків» (Men's Lives, 2010).
- «Бути чоловіком в Америці: історія Культури» (Manhood: a Cultural History, 2012).
- «Хлопчача територія: небезпечний світ, де хлопці стають чоловіками» (Guyland: The Perilous World Where Boys Become Men, 2008).
- Також брав участь у редагуванні «Посібника з досліджень про чоловіків і маскулінності» (Handbook of Studies on Men and Masculinities, 2005) та «Чоловіки й Маскулінності»: соціальна, культурна та історична енциклопедія" (Men & Masculinities: A Social, Cultural, and Historical Encyclopedia, 2004), яку Нью-Йоркська публічна бібліотека назвала «Найкращим посібником 2004»[12].
- Кіммел є редактором серії статей про гендер і сексуальність у видавництві Нью-Йоркського університетському[13]. У 1992—1993 роках він заснував журнал «Маскулінності», який належав Американській Асоціації Чоловічих Досліджень. Журнал був попередником іншого –– «Чоловіки та Маскулінності», який у 1998 році придбала видавницька компанія SAGE Publications. Це був один із перших академічних журналів, орієнтованих на дослідження про чоловіків із Кіммелом у ролі редактора[14]. У 2004 році він був у складі 15 вчених, обраних для інноваційної стипендії від Корпорації Карнегі в Нью-Йорку (Carnegie Corporation of New York). Його дослідницька тема –– «Глобалізація та її чоловічий зміст» (Globalization and its Mal(e)contents: The Gendered Moral and Political Economy of the Extreme Right)[15].

## Організації
На початку 1970-х Кіммел разом із колегами заснував організацію «Чоловіків Проти Сексизму» (NOMAS), яка першопочатково функціонувала як соціальний рух. У 1982 році (тоді ще –– «Чоловіки та Маскулінність» (M&M)) вони перейшли на формат національної членської організації та обрали 18 осіб для здобуття посад у національній раді, сприяючи колективному управлінні антисексистським рухом. У 1991-му була прийнята теперішня назва.
Станом на 2019 рік NOMAS керується національною радою. Жінки, як і чоловіки, заохочуються стати членами організації, щоб сприяти активізму та аналізу різних питань антисексизму, було створено окремі цільові команди, які займаються такими питаннями:
1. Опіка над дитиною
2. Ліквідування расизму
3. Кінець чоловічого насильства
4. Татівство
5. Гомофобія, гетеросексизм, ЛГБТ
6. Чоловіки, культура та мистецтво
7. Здоров'я чоловіків та ментальне здоров'я
8. Чоловіки й духовність
9. Асоціації чоловічих студій
10. Секс-торгівля, порнографія та комерційна індустрія сексу
11. Профемінізм
12. Репродуктивні права

В інтерв'ю з українською соціологинею для гендерного журналу «Я» Кіммел описав позицію організації:
|  | «… ми, насамперед, виступаємо проти сексизму – дискримінації за статтю. Окрім цього, серед інших важливих засад діяльності нашої організації – боротьба з расизмом та гомофобією… NOMAS вірить, що покращення життя чоловіків можливо лише шляхом подолання сексизму, гомофобії, расизму. Адже в суспільстві та медіа образ «крутого», сильного, владного чоловіка часто передбачає пригнічення інших, як жінок, загалом, так і певних груп чоловіків (за етнічною, релігійною ознакою, сексуальною ідентичністю тощо)». |

## Приватне життя
Кіммел одружений з викладачкою медіа студій та журналістики Емі Аронсон (Amy Aronson).

## Звинувачення всексуальному домаганні
Напередодні отримання премії Джессі Бернард (Jessie Barnard Award) від Американської соціологічної асоціації у 2018 році, Кіммел був звинувачений у сексуальних домаганнях. Після чого свідчення Кіммела були опубліковані в медіаресурсі «Хроніка Вищої Освіти» (The Chronicle of Higher Education). У статті висвітлюється історія сексуальних домагань і розслідування, що триває за Статтею IX (Title IX). У своїй заяві він відклав отримання нагороди, надавши обвинувачам шість місяців на те, щоб подати скаргу до Комітету американської соціологічної асоціації з професійної етики. Відтоді один із колишніх аспірантів Кіммела, який зараз є професором гендерних досліджень, подав звинувачення в регулярному дискримінаційному та зневажливому ставленні до студенток та трансгендерних студентів. За його словами, вони отримували порівняно легкі завдання без необхідності застосовувати широкий набір навичок. Американська соціологічна асоціація призупинила отримання Кіммелом премії Джессі Бернарда.

## Роботи
- 1988: Абсолютизм і його Невдоволення: держава і суспільство у Франції та Англії в XVII столітті (Absolutism and its Discontents: State and Society in 17th Century France and England)
- 1990: Революція: соціологічна інтерпретація (Revolution: A Sociological Interpretation)
- 1991: Чоловіки проти порнографії (Men Confront Pornography)
- 1992: Проти течії: профеміністичні чоловіки в США (Against the Tide: Pro-Feminist Men in the U.S.)
- Роздоріжжя: трансдисциплінарні перспективи гендеру та сексуальності (Intersections: transdisciplinary perspectives on genders and sexualities)
- 1995: Політика бути чоловіком (The Politics of Manhood)
- 1996: Чоловіки, які змінюються: нові напрямки у вивченні чоловіків та маскулінності (Changing Men: New Directions in the Study of Men and Masculinity)
- 2004: Чоловіки та Маскулінності: соціальна, культурна та історична енциклопедія (Men & Masculinities: A Social, Cultural, and Historical Encyclopedia)
- 2005: Посібник із досліджень чоловіків та маскулінності (Handbook of Studies on Men and Masculinities)
- 2005: Гендер бажання: есе про маскулінність (The Gender of Desire: Essays on Masculinity)
- 2008: Хлопчача територія: небезпечний світ, де хлопці стають чоловіками (Guyland: The Perilous World Where Boys Become Men)
- 2010: Привілей: читач (Privilege: a reader)
- 2010: Чоловік без фреймінгу: політика сучасних маскулінностей (Misframing men: the politics of contemporary masculinities)
- 2011: Гендероване суспільство (The gendered society)
- 2011: Соціологія сьогодні: основи (Sociology now: the essentials)
- 2012: Бути чоловіком в Америці: культурна історія (Manhood in America: A Cultural History)
- 2013: Розлючені білі чоловіки: американська маскулінність наприкінці ери (Angry White Men: American Masculinity at the End of an Era)
- 2018: Зцілення від ненависті: як молоді чоловіки потрапляють в та виходять із насильницького екстремізму (Healing from Hate: How Young Men Get Into―and Out of―Violent Extremism)

## Переклади українською
- Майкл Кіммел. Гендероване суспільство. –– вид. Сфера, 2013. –– 456 с.